# Водотрубний котел

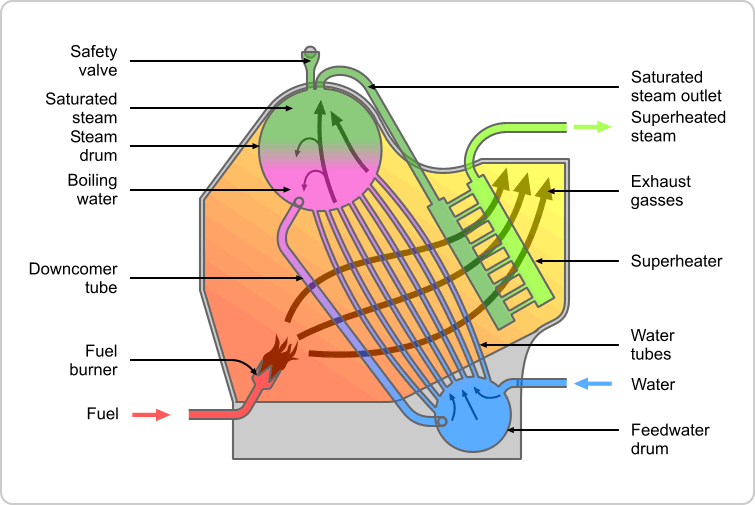
Схематичне зображення принципу побудови та роботи водотрубного котла

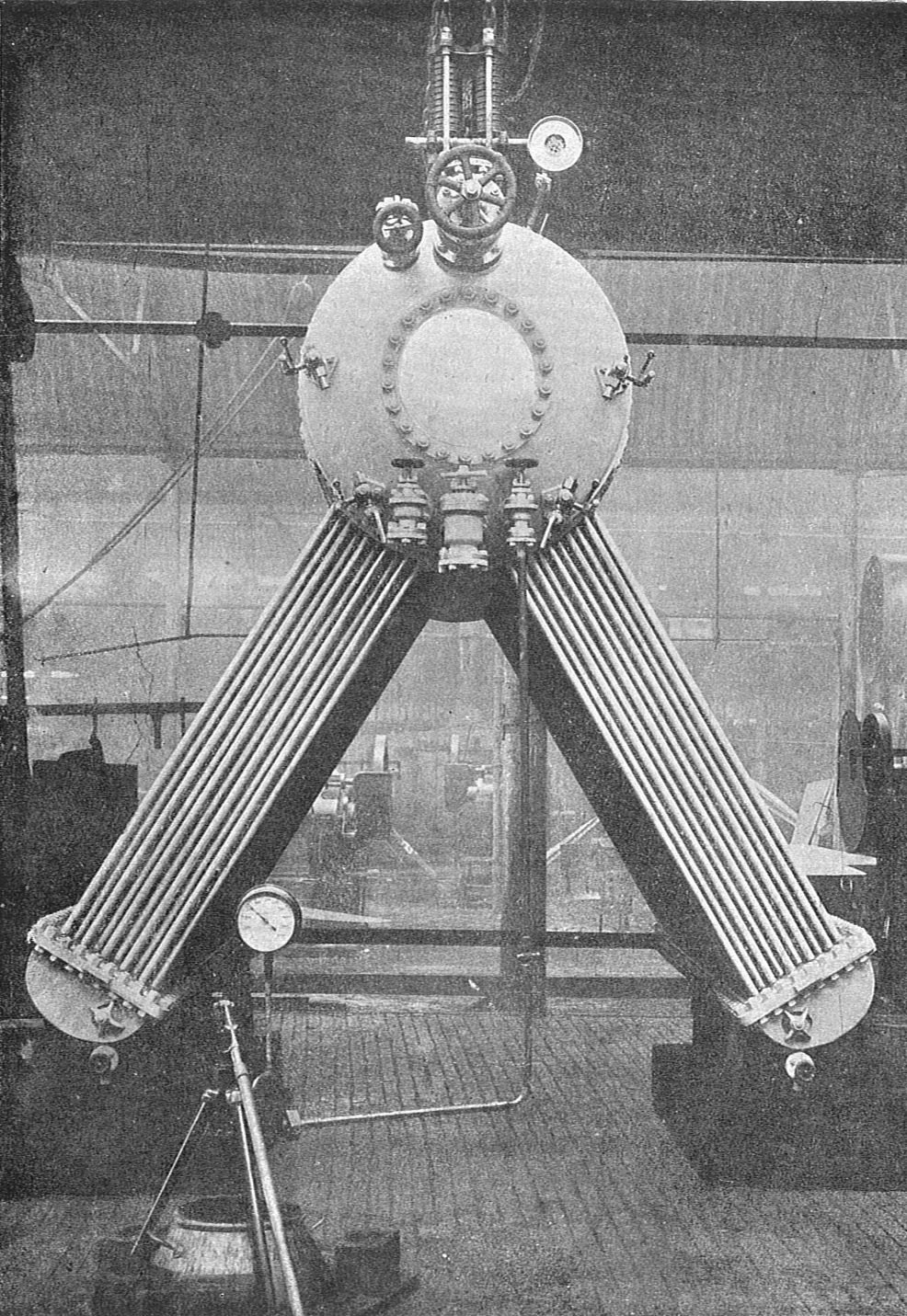
Водотрубний котел виробництва британської компанії Yarrow Shipbuilders

Водотрубний котел (нім. Wasserrohrkessel, англ. Water-tube boiler) — паровий котел, у якого поверхня нагріву утворена, так званими кип'ятильними трубами (діаметр 25-100 мм), усередині яких рухаються вода і пароводяна суміш, а зовні — продукти згоряння палива.
Розрізняють барабанні котли і прямоточні котли. На сучасних суднах застосовуються як головні, так і допоміжні котли. Паропродуктивність суднових водотрубних котлів може досягати 100 т/год, тиск пари до 10 МПа, температура перегрітої пари понад 500 °С; час введення в дію не перевищує декількох десятків хвилин. На суднах стали встановлюватися з кінця XIX століття.

## Зміст
Прямоточний котел, як правило, становить змійовик, який помістили в топку. Вода (або інший теплоносій) прокачується через нього за допомогою насоса. Котли такого типу не мають барабана. Через випарні труби вода проходить одноразово, поступово перетворюючись на пару. Зона, де закінчується пароутворення, називається перехідною. Після проходження кип'ятильних труб пароводяна суміш (пара) потрапляє в пароперегрівник. Прямоточний котел є розімкнутою гідравлічною системою. Такі котли працюють не тільки на докритичному, але і на надкритичному тиску.
У барабанному котлі вода, пройшовши економайзер, потрапляє в барабан (що знаходиться вгорі котла), з якого під дією сили тяжіння (в котлах з природною циркуляцією) потрапляє в опускні труби, що не опускаються, а потім у підйомні, що обігріваються, де відбувається випаровування (підйомні і опускні труби утворюють циркуляційний контур). Через різницю температур, та відповідно щільності середовища, в опускних і підйомних трубах вода піднімається назад до барабана. У ньому відбувається поділ пароводяної суміші на пару й воду. Вода заново йде в опускні труби, а насичена пара іде в пароперегрівник.
У котлах з природною циркуляцією кратність циркуляції води по циркуляційному контуру — від 5 до 30 разів. Котли з примусовою циркуляцією оснащені насосом, який створює напір у циркуляційному контурі. Кратність циркуляції становить 3-10 разів. Барабанні котли працюють при тиску менше критичного.